# Splendrillia solicitata
Splendrillia solicitata is een slakkensoort uit de familie van de Drilliidae. De wetenschappelijke naam van de soort is voor het eerst geldig gepubliceerd in 1913 door G.B. Sowerby III.